# Direction de la science et technologie
La Directorate of Science and Technology (DS&T) (direction de la science et technologie) est une des quatre grandes directions de la Central Intelligence Agency. 

## Organisation
- Business Strategies and Resources Center[1]
- Center for Technology Management
- Chief Scientist
- Office of Development and Engineering (OD&E)
- Office of Global Access
- Mission Managers
- Office of Special Activities
- Office of Special Communications Programs
- Systems Engineering and Analysis
- Office of Technical Collection (OTC) (comprend le Clandestine MASINT Operations Center)
- Office of Technical Readiness (OTR)
- Office of Technical Service (OTS)
- Center on Climate Change and National Security[2]

À noter également la présence de « Technology Support Divisions » dans le National Clandestine Service (sans doute pour le soutien direct du NCS)

## Histoire
Créée sous le nom de Deputy Directorate for Research (DDR) en 1962 avec sous ses ordres plusieurs bureaux (offices) :
- Office of Special Activities (OSA) (1er août 1962 - 1er janvier 1975[note 1]) : dirige les programmes de reconnaissance aérienne de la CIA (avions Idealist, Oxcart, satellites Corona et Argon) :
- Office of Research and Development (ORD) (29 novembre 1962 - octobre 1998) : chargé de la recherche de diverses technologies d'intérêt pour la CIA. Touche parfois à des programmes ayant une utilisation finale tels que des radars trans-horizon pour surveiller les lancements de sites de missiles soviétiques.
- Office of ELINT (OEL) (30 juillet 1962 - 14 février 1977) : chargée des missions de renseignement d'origine électromagnétique jusqu'alors menées par l'Office of Scientific Intelligence de la direction du renseignement et d'autres composantes de la CIA.

1963
La DDR est renommée Deputy Directorate of Science and Technology le 5 août 1963. En plus des mêmes bureaux qu'avant, elle comprend :
- Office of Scientific Intelligence (OSI) (22 août 1963 - 22 novembre 1976) venant de la direction du renseignement (DI)
- Office Computer Services (OCS) (16 septembre 1963 - 1er avril 1973)
- Foreign Missile and Space Analysis Center (FMSAC) (7 novembre 1963 - 4 septembre 1973)

1965
La Deputy Directorate est renommée Directorate of Science and Technology (DS&T). Elle comprend les mêmes bureaux qu'avant, plus un nouveau :
- Office of Special Projects (OSP) (15 septembre 1965 - 17 mars 1973) : développement des satellites

1973
Première grande réorganisation de la DS&T sous James Schlesinger. L'OCS est transféré au Directorate of Management and Services et renommé Office of Joint Computer Support. La DS&T garde l'OSA, l'ORD, l'OEL et l'OSI, et acquiert quatre nouveaux bureaux cette année-là :
- Office of Development and Engineering (OD&E) (créé le 23 avril 1973) : suite de l'OSP, mais cadre plus large d'ingéniérie ; constitue principalement la participation de la CIA au National Reconnaissance Office (NRO)
- Office of Technical Service (OTS), transféré de la direction des opérations (DO) en mars 1973. Ce service a pour mission le soutien des officiers traitants de la DO (déguisements, communications secrètes avec les agents, appareils photos dissimulés, etc.). Il fut créé en 1951 sous le nom de Technical Services Staff (TSS), renommé Technical Services Division (TSD) en 1960, avant de devenir l'OTS en mai 1973. Ce rôle de soutien aux opés de la DO tranche avec les autres bureaux de la DS&T qui font des systèmes de collecte de renseignement.
- Office of Weapons Intelligence (OWI) (4 septembre 1973 - 22 novembre 1976), issu de la fusion du FMSAC avec un composant de l'OSI
- National Photographic Interpretation Center (NPIC) (affecté de la DI à la DS&T le 4 mai 1973 - 1er octobre 1996)

1975
- L'OSA est supprimé en conséquence de la fin du programme du Lockheed A-12

1976
- l'OSI et l'OWI sont transférés à la DI le 22 novembre 1976
- le Foreign Broadcast Information Service (FBIS) (22 novembre 1976 - novembre 2005) est transféré de la DI à la DS&T. C'est un service chargé d'écouter et traduire des émissions radiophoniques étrangères (ce service n'est pas secret).

1977
- création de l'Office of SIGINT Operations (OSO) (14 février 1977 - 23 août 1993) par fusion de l'OEL et de la Division D qui appartenait à la DO (service de COMINT clandestin créé sous le nom de Staff D le 17 octobre 1949, élevé au rang de division en juin 1955). (C'est également en 1977 que les rôles respectifs de la CIA (DS&T) et de la NSA dans le SIGINT sont redéfinis, avec notamment le transfert de la CIA à la NSA de la gestion des relations avec les pays étrangers à propos de l'ELINT[4])

Au début des années 80, on note une tentative de rapprocher l'OTS de ses « clients » de la DO via l'affectation de hauts responsables de la DO à l'OTS : Thomas Twetten, chef d'opérations de l'OTS, puis Jack Downing, chef adjoint de l'OTS (tous deux deviendront par la suite Deputy Director of Operations)
1987
- Office of Special Projects (OSP) (12 octobre 1987 - 26 août 1996) : spécialisé dans les senseurs abandonnés (à la fois SIGINT et MASINT) auparavant développés par d'autres bureaux. Composé de membres de l'OSO et de la DO.

1993
- Office of Technical Collection (OTC) créé le 26 août 1996 par fusion de l'OSO et l'OSP. À l'époque, contrôlait des sites d'ELINT, le Special Collection Service, et les senseurs abandonnés (SIGINT et MASINT).

1996
création de plusieurs nouveaux bureaux :
- Clandestine Information Technology Office (CITO) (29 mai 1996 - octobre 2000) : service de soutien à la DO, formé d'éléments de l'OTS et de l'OTC, sous double responsabilité DO / DS&T. Ses compétences sont variées :
  - probablement piratage informatique[5]
  - programme « audio » (développement et pose de micros)[6]
  - étude de technologies émergentes dont fibres optiques et internet
- Office of Advanced Projects (OAP) (18 juillet 1996 - octobre 1998) : lien entre R&D et utilisation
- Office of Advanced Analytical Tools (AAT) (18 juillet 1996 - octobre 2000) : outils d'aide à l'analyse profitant des nouvelles technologies de l'informatique
- suppression du NPIC (ses éléments sont intégrés à la National Imagery and Mapping Agency (NIMA))

1998
- suppression en octobre 1998 de l'ORD et de l'OAP pour raisons budgétaires
- création de l'Investment Program Office

2000
- suppression du CITO, dont les éléments sont retransférés à l'OTS en janvier 2001, et le reste au nouvel Information Operations Center (IOC) de la DO
- Office of Advanced Information Technology (AIT) (octobre 2000 - 2001) : suite de l'AAT mais avec un mandat plus large (systèmes d'information)
- Office of Advanced Technologies and Programs (ATP) octobre 2000 : chargé de R&D, compense partiellement la perte de l'ORD

À propos de l'Information Operations Center (IOC) : double responsabilité DO / DS&T - dont probablement piratage informatique (note : présence d'un Information Operations Center/Analytical Group (IOC/AG) dans la DI selon les organigrammes de 2007 et 2009)
Etat de la DS&T en 2001 :
- Open Source Collection
- Office of Advanced Information Technology (AIT)
- Office of Technical Service (OTS)
- Office of Technical Collection (OTC)
- Office of Advanced Technologies and Programs (ATP)
- Office of Development and Engineering (OD&E) (satellites/NRO)

2001
AIT aboli en 2001, certaines fonctions transférées au CIA Chief Information Officer (CIO) de la CIA
2002
- création du Systems Engineering Acquisition Office, destiné à offrir une capacité de la CIA plus indépendante à propos des satellites (le NRO ayant une réputation d'être moins innovateur et imaginatif que par le passé)[9]

2003
création de :
- Office of Global Access : soutien à la collecte et aux opérations techniques
- Office of Special Activities : fournit expertise technique, ingénierie, recherche, et analytique aux opérations
- Office of Technical Readiness (OTR) : soutien au personnel et moyens de la DS&T (construction, opération et maintenance des installations ; travaille sur la dissimulation des dispositifs, vêtements d'officiers traitants[10])

(tous créés à partir d’éléments déjà existants de la DS&T)
- Office of Special Communications Programs : programmes de transmissions de données de la CIA et de l'IC en dehors des États-Unis

2005
- FBIS refondu dans l'Open Source Center (OSC), centre du DNI placé sous la tutelle du directeur de la CIA

2009
- Center on Climate Change and National Security créé à l'automne 2009[2]

Existence d'un centre faisant l'interface avec In-Q-Tel.